# مهدی زارع اشکذری
مهدی زارع اشکذری (۱۵ اسفند ۱۳۷۰ – دی ۱۴۰۱)، شهروند ایرانی اهل اشکذر یزد و ساکن تهران بود که در بحبوحه خیزش ۱۴۰۱ ایران درگذشت. به گفته عفو بین‌الملل او در تظاهرات بازداشت، شکنجه و بعد از آزادی موقت به کما رفته و پس از ۲۰ روز درگذشت. او همچنین پس از آزادی ویدیویی از خودش ضبط کرده بود که در آن با اشاره به جراحت‌هایش به ایتالیایی و با خنده می‌گوید: «ببینید با من چه کار کردن…» و به دوستانش در ایتالیا ارسال می‌کند؛ خانواده و دوستانش می‌گویند پیکر مهدی را با اخذ تعهد برای اعلام «خودکشی» به عنوان علت مرگ تحویل گرفتند. اما خبرگزاری میزان پس از انعکاس گسترده این خبر و به اصطلاح «پیگیری‌هایش» مدعی شد که او در تظاهرات در خیابان «مجروح» و سپس در بیمارستان جان باخته است.

## زندگی شخصی
مهدی زارع اشکذری، ۳۱ ساله اهل اشکذر استان یزد بود و در تهران سکونت داشت. او سال ۲۰۱۵ برای تحصیل در رشته داروسازی دانشگاه بولونیا ایتالیا به این شهر رفته اما دو سال بعد به دلایل شخصی و بیماری مادرش تحصیلات را ناتمام گذاشته و به ایران بازگشت. مهدی پس از درگذشت مادرش در اثر سرطان موقتاً در ایران ماند. او در ایتالیا برای امرار معاش در یک مغازه پیتزافروشی کار می‌کرد.

## درگذشت
به گزارش عفو بین‌الملل و به گفتهٔ خانواده و نزدیکان، او در جریان خیزش اعتراضاتی بازداشت شده و پس از ضرب و شتم و شکنجه شدید در حالی‌که بدحال بوده به‌طور موقت آزاد شده است. پس از آزادی موقت به کما رفته و پس از ۲۰ روز در بیمارستان جان باخته است.
اما به گزارش خبرگزاری میزان، رسانه قوه قضائیه ایران، او در جریان تظاهرات در تهران «مجروح و به بیمارستان منتقل و چندی بعد» جان باخته است. به گفتهٔ این خبرگزاری «پیگیری‌هایش» نشان می‌دهد که او «بازداشت و شکنجه نشده است.»
خانواده مهدی زارع به شدت تحت فشار بودند تا مرگ فرزندشان را «خودکشی» اعلام کنند و پیکر او ۹ دی به خانواده تحویل داده شد. مراسم خاکسپاری شنبه ۱۰ دی در گورستان اشکذر یزد برگزار شد. همچنین دوشنبه ۱۲ دی در شهر اشکذر مراسم ختمی برای او با حضور جمعیت انبوهی برگزار شد.
خبر کشته‌شدن او انعکاس گسترده‌ای در رسانه‌های ایتالیا داشته و روز اول ژانویه ۲۰۲۳ تجمعی در حمایت از اعتراضات ایران در شهر بولونیا برگزار شد که در آن از مهدی زارع اشکذری یاد شد.